# Оолітова структура
Оолітова структура — структура гірських порід, яка складається з оолітів та цементуючої речовини. Розповсюджена у вапняках, доломітах, деяких осадових рудах (залізняках, бокситах та ін.).